# Frederik I van Brunswijk-Osterode
Frederik I van Brunswijk-Osterode (circa 1350 - 1421) was van 1361 tot aan zijn dood hertog van Brunswijk-Osterode. Hij behoorde tot het huis Welfen.

## Levensloop
Frederik was een zoon van hertog Ernst I van Brunswijk-Grubenhagen en diens echtgenote Adelheid, dochter van graaf Hendrik II van Eberstein.
Na de dood van zijn vader in 1361 erfde hij samen met oudere broer Albrecht I het hertogdom Brunswijk-Grubenhagen. De twee verdeelden echter onmiddellijk hun gezamenlijke bezittingen, waarbij Frederik het hertogdom Brunswijk-Osterode kreeg. 
Na de dood van zijn broer Albrecht was Frederik van 1383 tot 1401 regent van het hertogdom Brunswijk-Grubenhagen voor zijn minderjarige neef Erik I. Ook kreeg hij in leen de districten Salzderheden (1397) en Herzberg am Harz (1402), die hij tot aan zijn dood in 1421 zou behouden.
In 1421 stierf hij na een regeerperiode van zestig jaar. Frederik werd begraven in Einbeck.

## Huwelijk en nakomelingen
Frederik huwde met Adelheid (overleden na 1405), dochter van vorst Bernhard V van Anhalt-Bernburg. Ze kregen een zoon:
- Otto II (1396-1452), hertog van Brunswijk-Osterode